# Jenson Button
Jenson Alexander Lyons Button (født 19. januar 1980 i Frome, England) er en engelsk racerkører, der tidligere kørte i Formel 1 for McLaren-teamet. Han fik sin Formel 1-debut i år 2000, og har siden kørt 243 Grand Prix'er pr. oktober 2013.

## Formel 1
Button debuterede i Formel 1 for Williams i 2000 i Australien, hvor han udgik fra løbet med 11 omgange tilbage. I det næste løb i Brasilien tog han sit første Formel 1-point i sin karriere, hvor han var 6. plads.
I 2004 havde han sit første Formel 1-podieplacering med en tredjeplads i Malaysia og tog et pole position i San Marino.
Button står noteret for ni Grand Prix-sejre, hvoraf den første kom i Ungarns Grand Prix i 2006. Derudover har han opnået 22 sekundære podieplaceringer, og har syv gange startet løb fra pole position.
I 2009 blev Button verdensmester i Formel 1. Han kørte i denne sæson for Brawn GP-teamet, og vandt titlen foran den følgende sæsons vinder, Sebastian Vettel.
Siden 2010 har han kørt for McLaren-teamet, fra 2016-2018 dog kun som reservekører og ambassadør..